# Satanic Slaughter
I Satanic Slaughter sono stati un gruppo musicale death/black metal svedese, formatosi a Linköping nel 1985.

## Formazione

### Ultima Formazione
- Ztephan Karlsson - basso (1990-1997), chitarra (1999-2006)
- Stefan Johansson - chitarra (1999-2006) (ex-Dismal, ex-Morgue)
- Simon Axenrot - basso (2003-2006) (ex-Nephenzy Chaos Order)
- Fredrik Nilsson - batteria (2006) (Misericordia, Spetälsk)

### Ex componenti
- Ron B. Goat - basso (1985-1987)
- Peter Svedenhammar - batteria (1985-1987)
- Pontus Sjösten - batteria (1985)
- Jörgen Sjöström - chitarra (1985)
- Mikki Fixx - chitarra (1985)
- Patrik Strandberg - chitarra (1985)
- Patrik "Kulman" - basso (1987-1989)
- Mickie "Mique" Pettersson - batteria (1987-1997)
- Robert Falstedt - batteria (1987-1989)
- Jonas Hagberg - chitarra (1987-1989)
- Tony Kampner - voce (1987-1997)
- Peter Blomberg - basso (1989)
- Gerry Malmström - batteria (1989)
- Evert Karlsson - batteria (1989)
- Janne Karlsson - chitarra (1989)
- Patrik Jensen - chitarra (1994-1997)
- Andreas Deblèn - voce (1995-2005)
- Richard Corpse - chitarra (1996-1997)
- Filip Carlsson - basso (1997-2003)
- Robert Eng - batteria (1997-1998)
- Kecke Ljungberg - chitarra (1997-1999)
- Martin Axenrot - batteria (1998-2006)

## Discografia

### Demo
- 1988 - One Night in Hell

### Album studio
- 1995 - Satanic Slaughter
- 1996 - Land of the Unholy Souls
- 2000 - Afterlife Kingdom
- 2002 - Banished to the Underworld

### Raccolte
- 2001 - The Early Years: Dawn of Darkness